# Штакельберг, Олаф Романович
Барон Олаф Романович (Фердинанд Олаф) фон Штакельберг (7 августа 1818, Ревель — 12 февраля 1903) — русский морской военачальник, вице-адмирал.

## Биография
Родился в Ревеле в семье барона Густава Рейнгольда фон Штакельберга и Юлии Шарлотты фон Берг
- 1837 — Окончил Морской корпус, зачислен на Балтийский флот. В 1844-1845 годах служил на бриге «Полинур». В 1847-1848 годах на корабле «Владимир» и фрегате «Цесаревич» крейсировал в Немецком и Балтийском морях. В 1850-1853 годах на корабле «Кацбах» крейсировал в Балтийском море и Финском заливе.

19 апр. 1853 года произведен в чин капитан-лейтенанта.
- 1853—1856 — Участвовал в Восточной войне. В 1854 году на корабле «Великий князь Михаил»[1] участвовал в защите Кронштадта. 6 июня 1855 года, командуя отрядом из 4-х гребных канонерских лодок, участвовал в перестрелке в устье Наровы с английским отрядом в составе 2 винтовых линейных кораблей и 2 паровых канонерских лодок и за отличие награжден орденом Св. Анны II степени с мечами.

1 января 1862 года произведен в чин капитана 2-го ранга. В 1863 году командовал парусно-винтовым фрегатом «Светлана».
1 янв. 1865 года произведен в чин  капитана 1-го ранга. В том же году командовал проводкой фрегата «Петропавловск» из С.-Петербурга в Кронштадт. В 1866-1872 годах командовал фрегатом «Петропавловск».
- 1872 — Командир 1-го флотского экипажа.
- 1874 — Контр-адмирал. Младший флагман Черноморского флота.
- 1875 — Младший флагман Балтийского флота.
- 1877 — Командующий крейсерским отрядом судов на Тихом океане (корвет «Баян» (флагманский), клиперы «Всадник», «Абрек» и «Гайдамак»). В 1878 году в отряд вошёл клипер «Крейсер». В 1879 году «Баян» убыл на Балтику, а клипер «Джигит» пополнил отряд.
- 22 ноября 1880 назначен временно исполняющим должность командира эскадры (отряд под командованием капитана 1-го ранга М. П. Новосильского и отряд под командованием контр-адмирала А. Б. Асланбегова), далее участвовал в переговорах с Японией о нейтралитете в случае войны с Китаем. В 1880 году пожалован японским орденом Восходящего Солнца II класса. В 1881 году награжден орденом Св. Анны I степени. В 1883 году награжден орденом Св. Владимира II степени.

8 апреля 1884 года назначен исправляющим должность старшего флагмана Балтийского флота. 6 мая 1884 года произведён в вице-адмиралы с утверждением в должности. 27 мая 1885 года назначен состоять по флоту. В 1887 году награжден орденом Белого Орла.

## Семья
- Жена: Мария-Матильда-Луиза-Роза Бауэр (19.12.1839 - 17.1.1895)